# Brûleur poreux
Un brûleur poreux est un brûleur pour chaudière dans lequel il n'y a pas de flamme "libre". La combustion se fait à l'intérieur d'un corps poreux,,.